# SC Brück
Der SC Brück war ein Sportverein aus Köln. Die erste Fußballmannschaft spielte fünf Jahre in der damals drittklassigen Oberliga Nordrhein. 1994 ging der SC Brück in Viktoria Köln auf.

## Geschichte
Der SC Brück entstand 1930 durch Zusammenschluss des Arbeitersportvereins Brück mit der DJK Tura Brück. Bis in die 1980er Jahre hinein war der Klub nur auf lokaler Ebene erfolgreich. 1976 gelang erstmals der Aufstieg in die Bezirksliga. Mitte der 1980er Jahre begann der Spielhallenbetreiber Theo Seuffert, den Verein finanziell zu unterstützen. Schon 1985 gelang der Aufstieg in die Landesliga. Zwei Jahre später stiegen die Brücker in die Verbandsliga Mittelrhein auf und schafften als Meister, mit zehn Punkten Vorsprung auf die zweite Mannschaft des SC Viktoria Köln, den Durchmarsch in die Oberliga Nordrhein. Hier konnte sich die Mannschaft zwei Jahre lang halten, ehe sie 1990 als Vorletzter absteigen musste. 
Nach dem sofortigen Wiederaufstieg konnten sich die Brücker in der Oberliga etablieren, mussten aber zunächst Lehrgeld bezahlen. In der Saison 1991/92 gab es unter anderem eine 1:9-Heimniederlage gegen Rot-Weiss Essen. Zur folgenden Saison übernahm Tony Woodcock, zuvor Profi beim 1. FC Köln und Fortuna Köln, den Trainerposten. Woodcock führte die Mannschaft in der Spielzeit 1993/94 auf den dritten Platz hinter Fortuna Düsseldorf und Alemannia Aachen. Damit qualifizierten sich die Brücker für die neu geschaffene Regionalliga West/Südwest. Der SC Brück, der mit Günter Breitzke, Hubert Makel und Andreas Rettig drei spätere Profifußballer hervorbrachte, fusionierte jedoch am 1. Juli 1994 mit dem SC Viktoria Köln zum SCB Preußen Köln.
Mit dem SC Brück 07 wurde 2007 ein Nachfolgeverein gegründet, diesem gelang 2012 der Aufstieg in die Kreisliga C und zwei Jahre später ein weiterer in die Kreisliga B.

## Persönlichkeiten
| - Jörg Beyel - Günter Breitzke - Wolfgang Homberg - Heribert Höck - Günter Hutwelker | - Andreas Kaiser - Stephan Lämmermann - Hubert Makel - Michael Niß - Heinz Pape | - Heinz Pier - Andreas Rettig - Heinz Rother - Tony Woodcock - Markus Wulftange |